# داني سيمون
داني سيمون (بالإنجليزية: Danny Simon)‏ هو كاتب سيناريو أمريكي، ولد في 18 ديسمبر 1918 في نيويورك في الولايات المتحدة، وتوفي في 26 يوليو 2005 في بورتلاند في الولايات المتحدة.

## وصلات خارجية
- داني سيمون على موقع IMDb (الإنجليزية)
- داني سيمون على موقع قاعدة بيانات برودواي على الإنترنت (الإنجليزية)
- داني سيمون على موقع قاعدة بيانات الفيلم (الإنجليزية)